# Торгова війна США з Китаєм
Торгова війна США з Китаєм — гостре економічне протистояння між США та Китаєм, розпочате на початку квітня 2018 року. Відбувається на тлі торгової війни США з ЄС та протистояння з Росією. Складова сучасних американо-китайських відносин.

## Передумови

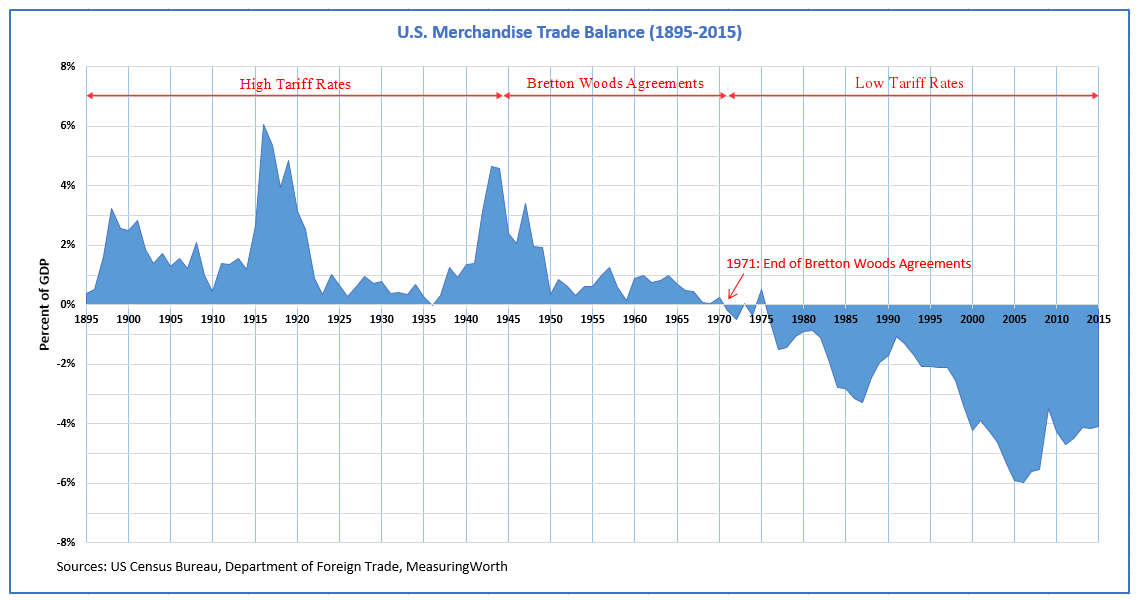
Торговельний баланс і торгівельна політика США (1895-2015)

### Інвестиції США в Китай
За даними Rhodium Group і NCUSCR за період з 1990 по 2015 рік загальні інвестиції США в Китай становили $ 228 млрд, китайські інвестиції в США — $ 64 млрд. Співробітниками американських компаній в Китаї є понад 1,6 млн громадян КНР, китайські інвестиції в США створюють понад 100 тис. робочих місць.
У 2015 році інвестиції США в Китай вперше виявились меншими за інвестиції Китаю в США і склали $ 13,1 млрд проти $ 15,3 млрд.
Однією з причин обмежень став високий рівень торгового дефіциту США у торгівлі з Китаєм — у 2017 році цей дефіцит склав 375 мільярдів доларів.

## Перебіг подій
В березні 2018 адміністрація президента США Дональда Трампа приступила до розробки планів щодо обмеження в США китайських інвестицій та введення загороджувальних мит. 22 березня оголошені Трампом плани призвели до різкого зниження активності на більшості світових ринків. Американський індекс Dow Jones в четвер впав на 2,93%, S&P — на 2,52%, японський Nikkei — на 4,5%, гонконгський Hang Seng — на 2,4%.
В перших числах квітня 2018 торгове представництво США повідомило, що у відповідь на нечесну торгівлю з боку Китаю, крадіжку технологій та інтелектуальної власності, США можуть ввести мита у розмірі 25% на близько 1300 найменувань товарів з Китаю, у тому числі: авіаційну продукцію, техніку, продукцію машинобудування, сталь, ліки, медичне обладнання, печі для виготовлення хлібобулочної продукції, запчастини для автомобілів тощо. У відповідь Китай закликав усіх членів СОТ протистояти торговому протекціонізму США і вирішив об'єднатися з Європою проти США.
4 травня завершилися дводенні переговори між США і Китаєм, які виявились безрезультатними. Повідомлялося, що США зажадали від Китаю скоротити торговий дефіцит між двома країнами не менше ніж на 200 мільярдів доларів до 2020 року.